# Ajax Leiden
De Leidsche Cricket- en Football-Club Ajax, kortweg Ajax Leiden, was een Nederlandse voetbal- en cricketvereniging uit Leiden die werd opgericht op 1 juni 1892. De club was sinds 1897 aangesloten bij de voetbalbond, en speelde tussen 1899 en 1910 elf seizoenen in de hoogste nationale competitie en wist zich in 1900 te plaatsen voor de finale van de Nederlandse beker. De ploeg speelde in rood-zwarte kleuren aan de Ajax-laan.
In 1918 ging de club een fusie aan met LAV De Sportman. Uit de fusieclub, onder de nog steeds gebruikte naam Ajax Sportman Combinatie (ASC), werd in 1940 de voetbalvereniging VV Leiden gevormd door een afsplitsing.

## Historie

### Ontstaan en eerste seizoenen
De club werd op 1 juni 1892 opgericht als Leidsche Cricket- en Football-Club Ajax uit een fusie van de Leidse Studentenclub en de verenigingen Achilles, LCC, Rood-Wit en De Sikken. Ajax speelde zijn wedstrijden in een zwarte trui met een diagonale rode baan op een terrein aan de Ajaxlaan in Oegstgeest, de tegenwoordige Nachtegaallaan in Leiden.
Ajax speelde tot 1894 aan de Maresingel in Leiden. Tussen 1894 en 1898 speelde het aan de Zoeterwoudseweg, dat destijds op grondgebied van Zoeterwoude lag. Het terrein aan de Ajaxlaan, waar het sinds 1898 speelde lag tot 1920 in Oegstgeest. Daarna is dit na annexatie pas Leids grondgebied geworden. Ajax Leiden heeft feitelijk slechts twee jaar op Leids grondgebied zijn thuisbasis gehad. 
Pas in 1895 werden de eerste echte voetbalwedstrijden gespeeld onder auspiciën van de Haagsche Voetbalbond. In 1897 trad Ajax toe tot de Nederlandse voetbalbond. Ajax behoorde tot de sterkste ploegen van Nederland en won zijn eerste titel in 1899 in de Tweede klasse, toentertijd het een-na-hoogste niveau. De club verloor niet een van de twaalf wedstrijden dat seizoen en eindigde met een doelsaldo van 64–4. Hierdoor promoveerde de club naar de Eerste klasse, waar het kon strijden om deelname aan de kampioenscompetitie.
Sleutelspeler Lau Koolemans Beijnen werd geselecteerd voor de voorloper van het Nederlands elftal. Ajax bereikte in 1900 de finale van de NVB beker, waar het met 3-1 van het Bredase Velocitas verloor. De finaleplaats was het grootste succes uit de clubhistorie. Dankzij de steun van international David Wijnveldt was er in 1915 een korte opleving toen Ajax kampioen van de noodcompetitie 2e klas werd.
In 1900 gaven de Leidenaren toestemming aan een kleine Amsterdamse club, AFC Ajax, om eveneens de naam van de Griekse held te mogen gebruiken.

### Fusie
Ajax verhuisde in 1917 naar een nieuw terrein aan de Kempenaerstraat in Oegstgeest. In 1918 fuseerden Ajax en de op 30 augustus 1896 opgerichte LAV De Sportman tot de Ajax Sportman Combinatie (ASC). Op 15 juli 1940 werd door leden van de zaterdagafdeling van ASC de Voetbalvereniging Leiden opgericht omdat de zondagafdeling bij ASC prioriteit kreeg.

## Erelijst
Cricket
- Kampioen van Nederland: 1897

Voetbal
- Beker van Nederland

Finalist in 1900
- Kampioenschap Tweede klasse

1899, 1915, 1916, 1917, 1918,

## Competitieresultaten 1892–1918
| 1 |

| 2 W |

| 5 W |

| 8 W |

| 3 WA |

| 5 WA |

| 6 W |

| 5 W |

| 7 W |

| 7 W |

| 10 W |

| 10 W |

| ? |

| ? 2A |

| ? |

| ? 1B |

| ? 1A |

| 1 |

| 1 |

| 1 |

| 1 |

| Eerste klasse | Tweede klasse |

## Lijst van A-internationals
Deze lijst omvat alle internationals die tijdens hun periode bij Ajax A-international van hun land waren.
- Laurens Koolemans Beijnen (1899)
- H. Cramer (1900)
- F. de Stoppelaar (1900);
- A. van Zanten (1901)
- Eugène Grivel (1901);
- Iman Dozy (1907)
- David Wijnveldt (1915)

Voormalige clubs: Ajax Leiden · GHC · GOL Sport · LDWS · VV Leiden · VV Leidsche Boys · Oranje Groen · FC Rijnland · UDWS · Unitas Leiden · VNA · VWS · ZLC